# Elke Van den Brandt
Elke Van den Brandt (Borgerhout, 21 februari 1980) is een Belgisch politica voor Groen. Sinds juli 2019 is ze minister in de Brusselse Hoofdstedelijke Regering.

## Levensloop
Van den Brandt studeerde in 2002 af als licentiate communicatiewetenschappen aan de Vrije Universiteit Brussel. Nadat ze verhuisd was van Antwerpen naar Brussel, was ze van 2002 tot 2004 stafmedewerker bij de niet-gouvernementele organisatie UCOS en van 2004 tot 2009 wetenschappelijk medewerker aan de Vrije Universiteit Brussel, waar ze zich bezighield met onderzoek naar obstakels die mannen en vrouwen kunnen tegenkomen tijdens hun professionele carrière. Van september 2009 tot juli 2014 was Van den Brandt voorzitster van de ngo UCOS.
In juni 2009 volgde ze Bruno De Lille op als parlementslid van het Brussels Hoofdstedelijk Parlement. Als Brussels parlementslid legde Van den Brandt zich toe op dossiers rond wonen, werk, onderwijs en armoede. In 2013 kwam Van den Brandt aan de zijde van Wouter Van Besien als ondervoorzitster van Groen. Ze volgde in die functie Björn Rzoska op, die Vlaams Parlementslid werd. Ze was nationaal campagneleider van de Groen-campagne voor de samenvallende verkiezingen van 25 mei 2014.
Bij deze verkiezingen werd ze verkozen als Vlaams Parlementslid voor de kieskring Brussel, een functie die ze bleef uitoefenen tot in 2019. Van den Brandt volgde in het Vlaams Parlement als lid van de commissie Welzijn, Volksgezondheid en Gezin de thema's welzijn en armoedebestrijding op en was er van 2014 tot 2019 eerste ondervoorzitter van de commissie Brussel en Vlaamse Rand. Op 15 september 2014 maakte Van den Brandt bekend dat ze samen met Wouter De Vriendt kandidaat was om Wouter Van Besien op te volgen als voorzitter en ondervoorzitter van Groen. Met 40% van de stemmen haalde ze het niet tegen haar tegenstandster, Meyrem Almaci.
Bij de Brusselse gewestverkiezingen van mei 2019 trok ze de Groen-lijst. Haar partij werd de grootste Nederlandstalige partij in het Brusselse Hoofdstedelijke Gewest, waardoor Van den Brandt het initiatief nam om een meerderheid op de been te brengen aan Vlaamse zijde. Ze werd vanuit het Brussels Hoofdstedelijk Parlement eveneens korte tijd afgevaardigd naar de Senaat als deelstaatsenator.
Nadat de regering-Vervoort III tot stand was gekomen, werd Van den Brandt op 18 juli 2019 Brussels minister van Mobiliteit, Openbare Werken en Verkeersveiligheid. In de Gemeenschappelijke Gemeenschapscommissie werd ze ook bevoegd voor Sociale Integratie en Gezondheid. Tevens werd Van den Brandt voorzitster en collegelid bevoegd voor Begroting, Financiën, Welzijn, Kinderopvang en Stedenbeleid in de Vlaamse Gemeenschapscommissie.
In 2020 ontstond er controverse over het mobiliteitsbeleid dat Elke Van den Brandt voerde in Brussel door het invoeren van diverse ingrijpende maatregelen zoals de algemene zone 30. Deze werd van kracht in Brussel vanaf 1 januari 2021. Ook de invoer van circulatieplannen in samenwerking met de lokale besturen om een autoluwe stad te creëren, het Good Move-project, leidde tot heel wat tegenstand in Brusselse volkswijken. Haar plan om een slimme kilometerheffing in te voeren kreeg ze niet doorgevoerd door tegenkanting van coalitiepartner PS en het Vlaams Gewest. Als Brussels minister van Mobiliteit liet ze eveneens tientallen kilometers aan fietspaden aanleggen en investeerde ze in het openbaarvervoersnet.
Bij de Brusselse gewestverkiezingen van juni 2024 voerde Van den Brandt opnieuw de Groen-lijst aan. De partij bleef de grootste aan Nederlandstalige kant en Van den Brandt, die zich als uittredend minister meteen diende te laten vervangen als parlementslid, kreeg hierdoor het initiatief om een Nederlandstalige meerderheid op de been te krijgen. Eerst mikte ze op een coalitie met Open Vld, Vooruit en CD&V, maar dit mislukte door de tegenkanting van CD&V. Nadat er bovendien een vertrouwensbreuk ontstond met de Franstalige partijen MR, PS en Les Engagés, die via het parlement eenzijdig een uitstel van de strengere emissienormen in de lage-emissiezones probeerde door te drukken, gooide Van den Brandt in september 2024 tijdelijk de handdoek in de ring als formateur. Na de gemeenteraadsverkiezingen van oktober 2024 nam ze de draad terug op en in november 2024 stelde ze een akkoord met Open Vld, Vooruit en N-VA voor. Tot gezamenlijke onderhandelingen met de Franstaligen kwam het echter niet, omdat de PS haar veto stelde tegen een regeringsdeelname van N-VA. Toen de Brusselse formatie in februari 2025 helemaal vastliep, nam Van den Brandt samen met Christophe De Beukelaer een informatieopdracht op. In maart 2025 stelden zij voor om N-VA in de regeringsonderhandelingen te vervangen door CD&V, wat dan weer tot tegenkanting van Open Vld leidde en dus geen doorbraak opleverde in de regeringsvorming.
Van december 2018 tot september 2019 was ze eveneens gemeenteraadslid van Ganshoren.

## Privé
Van den Brandt is getrouwd en heeft twee kinderen.